# Martha Niggli
Martha Niggli (* 6. September 1889 in Aarburg; † 22. August 1975 ebenda) war eine Schweizer Schriftstellerin und Übersetzerin.

## Familie
Martha Niggli gehörte einer kunstschaffenden Familie an, aus der weitere Kunstschaffende hervorgingen, wie zum Beispiel der Musiker Friedrich Niggli, die Dichterin Julia Niggli (1873–1959) oder die Blumenmalerin Gret Niggli.
Zu ihren Eltern schrieb sie: «Meine Mutter war eine Bauerntochter und stammte aus einem Geschlecht, in dem es vor Zeiten Reisläufer und Napoleongänger gab, die den schweren, sesshaften Sinn der Sippe wieder auflockerten und in ihr Blut den Drang nach der weiten Welt, der Ferne und Fremde, träufelten. Der gütige und liebevolle Vater, Gründer einer Cartonnagefabrik, war in seinen Mussestunden eifriger Leser historischer und geographischer Werke.» Die Mutter bezeichnete sie als reichbegabt mit einer unermüdlichen und fabulierlustigen Erzählkunst. Als Quelle regten ihre Geschichten Martha Niggli zu eigenem dichterischem Gestalten der Erlebnisse an.

## Leben
Nach der obligatorischen Schulzeit in Aarburg besuchte sie das Gymnasium in Aarau, in der Absicht, Medizin zu studieren. Nachdem aber ihr Vater und zwei Schwestern starben, musste sie ihren Traum aufgeben. Sie nahm eine Stelle als Primarschullehrerin in Rothrist an und leitete gleichzeitig den Haushalt eines unverheirateten Onkels auf dem grosselterlichen Bauernhof. Nebenbei widmete sie sich der Erziehung ihrer minderjährigen Schwester und nahm sich hin und wieder Zeit für Weiterbildungen.
Martha unternahm zahlreiche Reisen, so besuchte sie Wien, bereiste Italien, Südfrankreich, die Niederlande und Belgien. Länger verweilte sie hingegen in England und Schweden, wo sie die jeweilige Landessprache lernte. Die dazu gewonnenen Sprachkenntnisse nutzte sie später, um Bücher aus dem Englischen und Schwedischen ins Deutsche zu übersetzen.
Sie war freie Mitarbeiterin des «Bund» unter J.V. Widmann und seinen Nachfolgern und der NZZ unter E. Korrodin.
Ihr Augenleiden, welches sich über die Jahre verschlimmerte, setzte dem Schuldienst ein Ende. Umso mehr konnte sie sich seither ihrer schriftstellerischen Karriere widmen. Dazu schrieb sie: «Erst der Rücktritt vom Lehramt erlaubte mir endlich eine richtige Ausarbeitung und Ausbeute noch brach liegender Stoffe und Pläne.» Obwohl sie bereits während der dreissig Berufsjahre im Schuldienst Romane und Novellen schrieb, sowie Bücher übersetzte, konnte sie sich nach dem Ausscheiden aus dem Schuldienst für noch gut 20 Jahre brachliegender Stoffe und Werke widmen, trotz ihres Augenleidens. Im Alter von 70 Jahren machte sich das Alter und eine Vereinsamung bemerkbar. Zusätzlich plagten sie eine Gelenkkrankheit, die sie durch mehrere Aufenthalte in Rheumakliniken behandeln liess.
Ihre Hilfsbedürftigkeit nahm zu. Nach einiger Jahre Betreuung durch Hulda Müller auf dem Högerli zog sie 1973 ins neu eröffnete Altersheim in Aarburg. Bald daraufhin brach sie sich ein Bein, was ein monatelanger Aufenthalt im Spital nach sich zog.
Die schönste Zeit blieben die häufigen Wochenend-Aufenthalte im Kreise ihrer Familie auf dem Högerli.

## Philosophie und Werke
Ein enger schweizerische Rahmen, in dem Menschen, Tiere, Blumen, Wiesen und Wälder wichtige Bezugspunkte waren, dienten ihr als Inspirationsquelle. Hinzu brachte die Quellen im Innern der Schriftstellerin zum Fliessen. Sie selbst sagte dazu: «Das Entscheidende liegt nicht in äusseren Eindrücken und Ereignissen, sondern es liegt in uns und drängt ans Licht, oder es wird mit uns begraben, wenn die Stosskraft nicht stark genug war. Was heisst Erlebnis, Begegnung? Alles ist uns Erlebnis und Begegnung, oft lange unbewusst, um sich dann im entscheidenden Moment klar zur Form zu verdichten.»

### Werke
- 1919: Zielsucher (Roman)
- 1921: Die Langhälse (Roman)
- 1929: Schönschwarz,  eine Pferdegeschichte (frei nach dem Englischen v. A. Sewell)
- 1930: Zwischen Zwanzig und Dreissig (Roman)
- 1937: Bei uns draussen auf dem Lande (SJW)
- 1939: Von hohen Bergen (Novelle)
- 1941: Greti (Erzählung)
- 1941: Der Rödendalhof (Roman)
- 1943: Die Schwestern (Novelle)
- 1944: Flug in die Welt (Erzählung)
- 1945: Der Mann im Walde (SJW)
- 1945: Ruedis Gebet (Jugenderzählung)
- 1945: Der Knabe mot der Schalmei (Roman)
- 1947: Das Ungarnkind (Erzählung)
- 1947: Die Brüder (2 Erzählungen)
- 1950: Die Familie Nicolai (Roman)
- 1953: Die Fahrt nach Verona (Roman)
- 1957: Immer wird ich dich lieben (Roman)